# Paolo Anesi

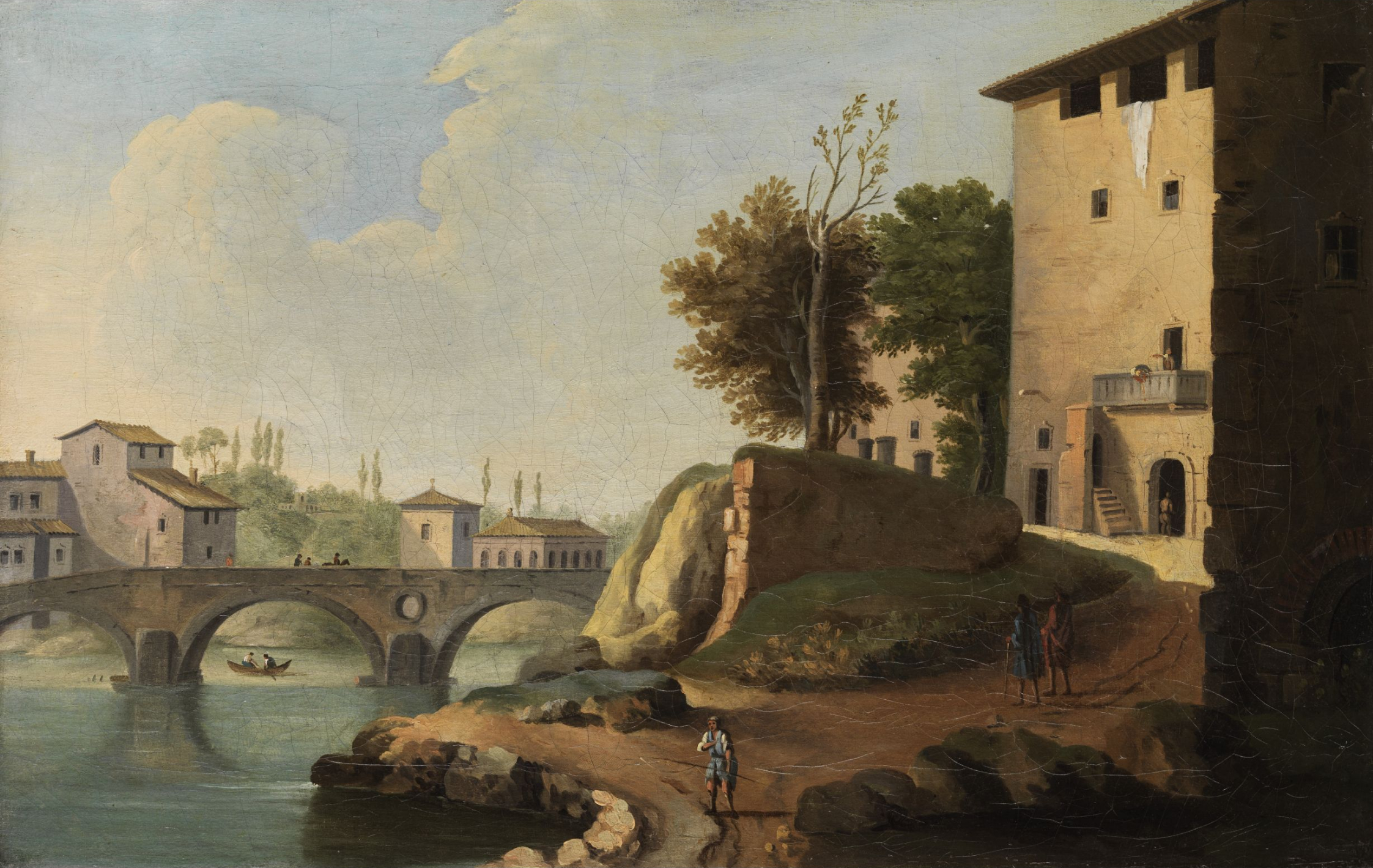
Veduta di Ponte Sisto

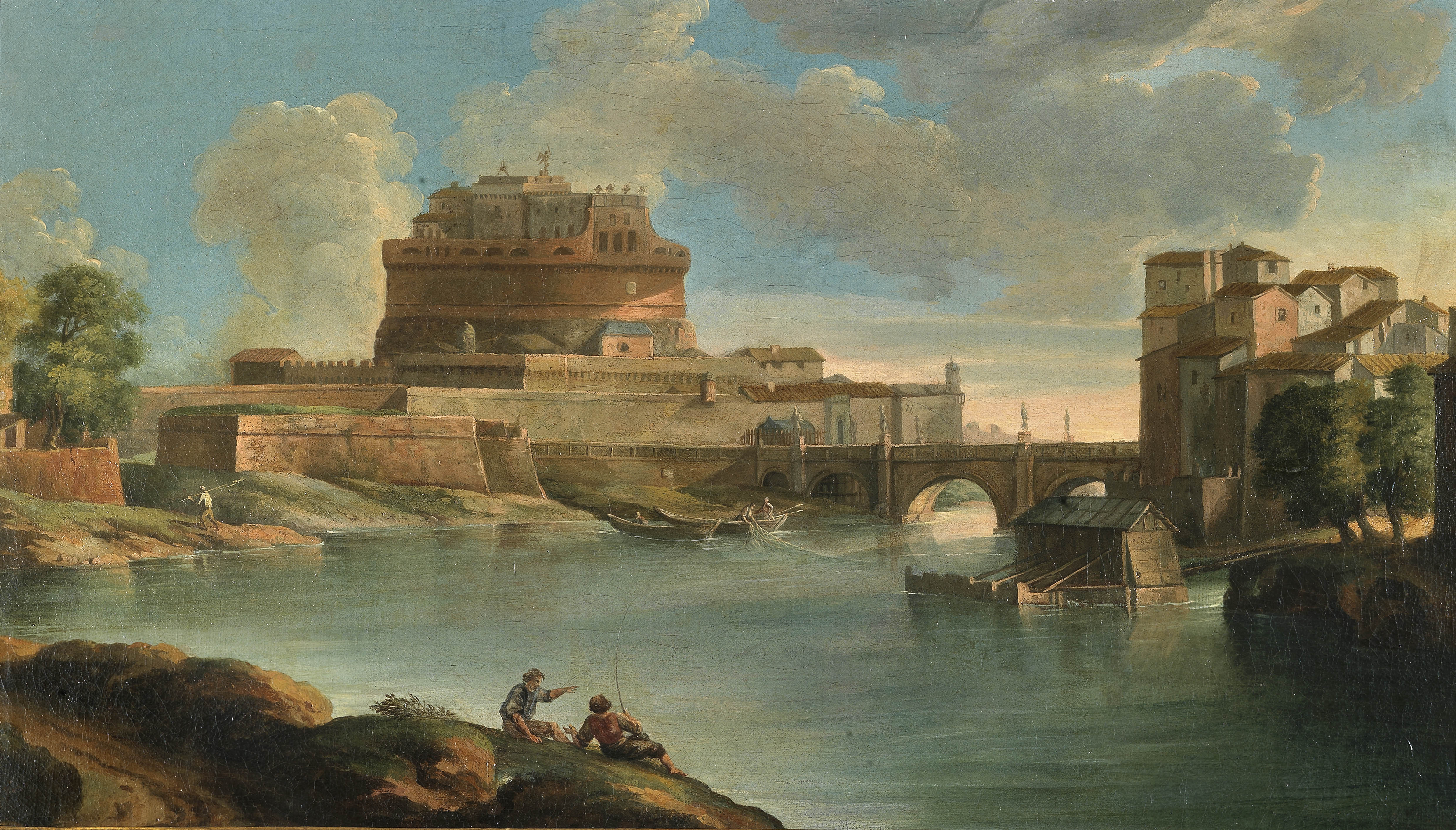
Veduta di Castel Sant’Angelo – Collezione Mainetti (Roma)

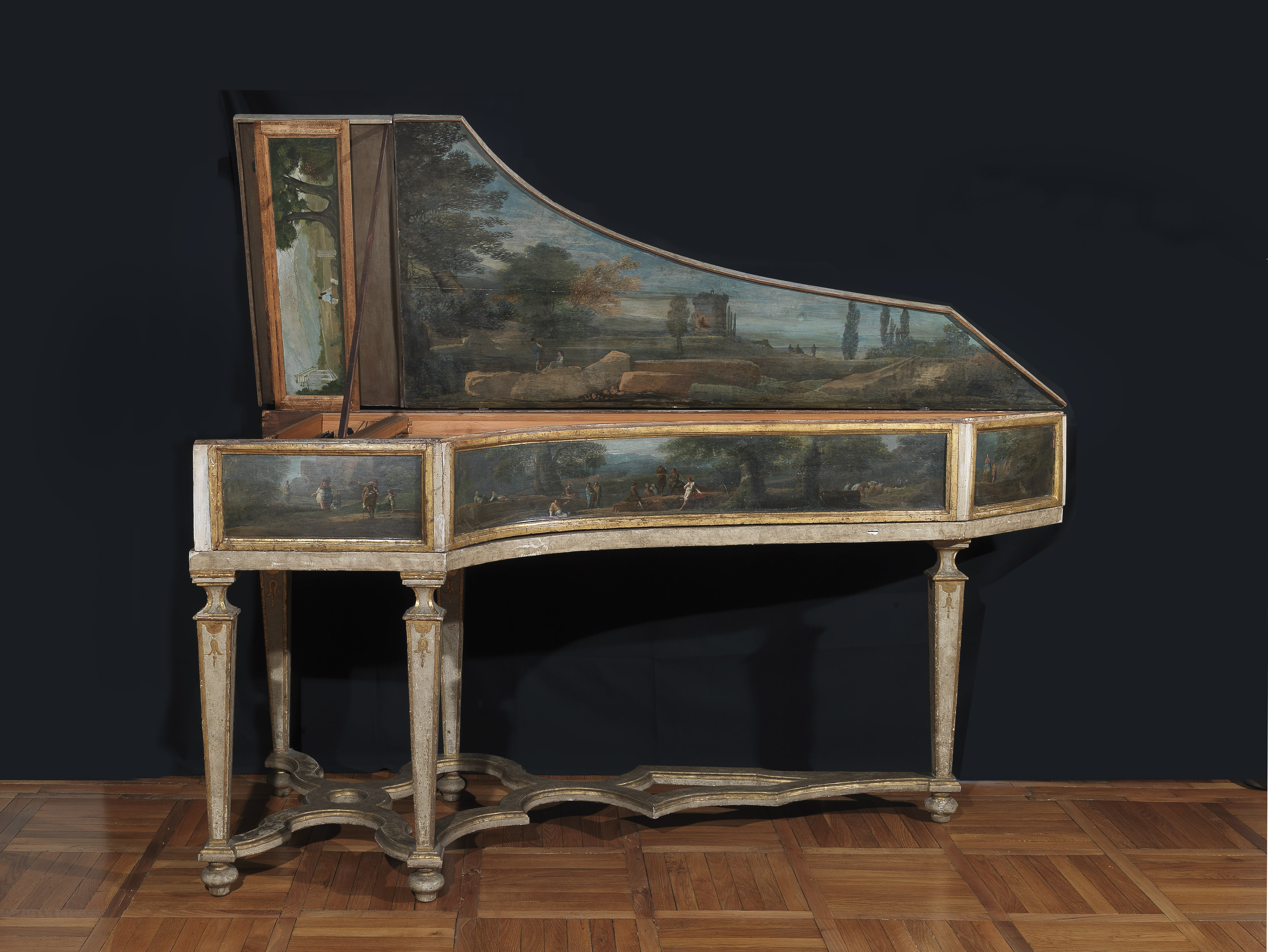
Clavicembalo decorato da Paolo Anesi, 197,5 x 101,5 x 74 cm. Collezione Mainetti (Roma)

Paolo Anesi (Roma, 9 luglio 1697 – Roma, 1773) è stato un pittore e incisore italiano del periodo rococò.

## Biografia e opere
Paolo Anesi nacque probabilmente a Roma, anche se taluni lo vogliono nato a Firenze dove i primi anni tenne bottega . Ma la maggior parte della vita visse a Roma dove lavorò come pittore vedutista, il maggior pittore romano di questo stile settecentesco.
Studiò con Giuseppe Bartolomeo Chiari e, in seguito, nella bottega di Bernardino Fergioni. Meno credibili le frequentazioni delle botteghe di Andrea Locatelli, anche se questo potrebbe spiegare la sua opera di ruinista e vedutista, e Sebastiano Conca. Influenzato dai bamboccianti declinò lo stile bizzarro di questi pittori del Seicento ad una visione più arcadica e settecentesca.
Molti suoi paesaggi furono comprati da stranieri, per la maggior parte inglesi, che amarono questa tipologia di stile dal Canaletto a Zuccarelli. Tuttavia, suoi quadri sono anche presenti in collezioni italiane: ad esempio, la collezione Pedriali, attualmente nella Pinacoteca civica di Forlì, comprende un suo Paesaggio con lago e una sua Veduta laziale con fiume.
Molti pittori italiani,  in effetti, trovarono fortuna presso i collezionisti stranieri, in particolare coloro che dipingevano quadri di piccole dimensioni facilmente trasportabili.
I suoi Capricci con rovine del Foro anticipano Marco Ricci e ricordano i medesimi soggetti di Giovanni Paolo Pannini.
Nel 1757 divenne membro della Congregazione dei Virtuosi al Pantheon. Celebri e celebrati i suoi affreschi di paesaggi di Villa Albani del 1761.
(La Villa Albani descritta di Carlo Fèa 1869)
Famosi anche quelli di Palazzo Sergardi a Siena. e quelli della Villa Doria Pamphilj e Villa Chigi sempre a Roma.
Suoi dipinti di paesaggio sono presenti nelle Galleria Doria Pamphilj, Galleria Corsini e Galleria Pallavicini a Roma; mentre una serie di quattro paesaggi romani si trovano nella collezione del Museo diocesano di Milano, nonché un gruppo di otto quadri inviati a Torino tra il 1731 - 1732, acquistati dal marchese D'Ormea tramite l'ambasciatore di Sardegna a Roma.
Nel 1769 sua figlia Teresa sposò il pittore Domenico De Angelis, poi accademico di San Luca e direttore dello Studio del mosaico della Fabbrica di San Pietro.

## Giudizi dei contemporanei
Il suo allievo più celebre fu Francesco Zuccarelli, anche se va citato Paolo Monaldi che erediterà il titolo di migliori vedutista romano della generazione successiva, ed è per merito di Zuccarelli se Anesi, ormai dimenticato dopo l'affermazione del neoclassico, viene benignamente liquidato con poche righe nella Storia pittorica dell'Abate Lanzi.
(Luigi Lanzi, Storia pittorica della Italia, dal risorgimento delle belle arti fin presso al fine del XVIII. secolo)
E il Rosini nella sua Storia della pittura italiana esposta coi monumenti (1839) non esita a definirlo: "pittor mediocre".
Anesi fu famoso anche come incisore infatti pubblicò il tomo Varie vedute inventate ed intagliate da Paolo Anesi Rom. Dedicate all'E.Mo e R.mo Signor Cardinale Giuseppe Renato Imperiali, anno 1725..
Morì a Roma nel 1773 in condizioni di estrema povertà.